# 佐野靖
佐野 靖（さの やすし、1957年（昭和32年）3月11日 - ）は、日本の音楽学者。徳島文理大学音楽学部教授。東京芸術大学名誉教授。国立音楽大学非常勤講師。
東京芸術大学音楽学部楽理科卒業。東京芸術大学大学院音楽研究科修士課程音楽教育専攻修了。徳島県小松島市出身。

## 経歴
徳島県小松島市坂野町出身。小松島市立坂野小学校・小松島市立坂野中学校・徳島市立高等学校を卒業。
1981年（昭和56年）に東京芸術大学音楽学部楽理科を卒業し、 1985年（昭和60年）に同大学大学院音楽研究科修士課程を修了。また1986年（昭和61年）に同大学大学院音楽研究科博士課程を中途退学。これまでに音楽学を服部幸三、音楽教育学を山本文茂に師事。
1986年（昭和61年）に東京学芸大学音楽学部の助手となり、1988年（昭和63年）に講師、1990年（平成2年）に助教授を経て2006年（平成18年）に教授に就任。1996年（平成8年）に文部省教育課程運営改善講座講師に就任し、1999年（平成11年）に日本音楽教育学会の理事に就任。
2024年（令和6年）、東京芸術大学を退官し名誉教授に就任。同年に非常勤講師を務めていた徳島文理大学音楽学部の教授に就任。

## 著書
- 『唱歌・童謡の力』（2010年5月、東洋館出版社）
- 『実演家が学校にやってきた』（2006年6月、茂呂雄二、日本芸能実演家団体協議会・芸能文化振興部）
- 『これからの中学校音楽ここがポイント』（2002年3月22日、監修：山本文茂、編集：大槻秀一、宮野モモ子、音楽之友社）
- 『心に響く童謡・唱歌』（2000年7月、東洋館出版社）
- 『音楽で拓く「総合的な学習」』（1999年10月、教育芸術社）
- 『音楽科教育実習 ここがポイント―中等科編』（1996年8月、加藤徹也、松本衣代、山本文茂、小峰和則、西田豊、矢内寛、音楽之友社）